# Tillandsia saxicola
Espèce
Classification phylogénétique
Tillandsia saxicola Mez est une espèce de plantes à fleurs de la famille des Bromeliaceae.
L'épithète saxicola, qui signifie « saxicole ; habitant des rochers », se réfère au mode de vie de la plante.

## Protologue et Type nomenclatural
Tillandsia saxicola Mez, in Repert. Spec. Nov. Regni Veg. 3: 41 (1906)
Diagnose originale :
« Statura minore; foliis caulem longum crassumque dense quaquaverse vestientibus, lepidibus maximis piliformibus obtectis; scapo elongato; inflorescentia densissima, bipinnatim panniculata[sic]; spicis digitatim axi primario insertis, dense flabellatis, 8-10-floris, bracteas primarias longe superantibus; bracteis florigeris valde carinatis, glabris vel subglabris, dorso prominulo-venosis; floribus erectis; sepalis subaequaliter fere liberis; petalis violaceis apice albis, genitalia bene superantibus. »
Type : leg. Weberbauer, n° 3290, 1903-06-22 ; « Peruvia, in saxis inter Huaraz et Carhuaz. alt. 2700 m » ; Holotypus B (Herb. Berol.) .

## Synonymie

### Synonymie nomenclaturale
(aucune)

### Synonymie taxonomique
- Tillandsia tectorum E.Morren [2]

## Écologie et habitat
- Biotype : plante herbacée en rosette, monocarpique, vivace par ses rejets latéraux ; saxicole[1].
- Habitat : ?
- Altitude : 2700 m[2].

## Distribution
- Amérique du sud :
  -  Pérou
    - Ancash[1]